# Ковальчук-Синичук Леся Максимівна
Ковальчук-Синичук Леся Максимівна  (6 грудня 1982 року, с. Верхнє Турківського району Львівської області) — поетеса, членкиня  Національної спілки письменників України (2004 р.).  

## Життєпис
Ковальчук-Синичук Леся Максимівна народилась 6 грудня 1982 року, с. Верхнє Турківського району Львівської області.  У 2005 році закінчила Київський національний університет імені Тараса Шевченка. З 2005 року працювала у відділі періодики видавництва «Киевские ведомости». Працює учителем вчитель світової літератури школи № 264, Деснянського району м. Київ.

## Творчість
Перший вірш надрукувала в 1995 році у газеті «Зірка». Поезії Лесі були вміщені в журналі «Однокласник», альманахах «Вітрила», «Світанок», «Ауревіль». Ковальчук-Синичук Леся Максимівна підготувала до друку збірку «Ікона часу» (2008 рік) та роман «Торкнутися неба» (2012 рік). Основна тематика віршів — оспівування краси людських почуттів. Основний жанр — лірична мініатюра.

## Досягнення і нагороди
- Ковальчук-Синичук Леся Максимівна у 2004 році стала членкинею Національної спілки письменників України
- 2011 рік — лауреат фестивалю народної творчості працівників установ освіти м. Києва «Квітучі барви таланту!»  номінація «Авторська поезія та проза»